# Bombardamenti di Ferrara
Durante gli ultimi due anni del secondo conflitto mondiale, Ferrara fu ripetutamente attaccata dalle forze aeree Alleate, aventi come obiettivo il suo scalo ferroviario. Questi bombardamenti arrecarono anche ingenti danni al centro abitato, e causarono oltre mille vittime tra la popolazione civile.

## Cronologia dei principali bombardamenti

### 29 dicembre 1943
Primo bombardamento di Ferrara: bombardieri della 15ª USAAF attaccarono lo scalo ferroviario. Gran parte delle bombe finì però sulla città, causando 312 vittime tra la popolazione civile.

### 28 gennaio 1944
Bombardamento da parte della 15ª USAAF, con obiettivo lo scalo ferroviario; vennero colpiti sia l’obiettivo che il centro abitato, con la distruzione di 140 case, il danneggiamento di altre 600 e 202 vittime e 172 feriti tra la popolazione.

### 7 aprile 1944
Incursione da parte della 15ª USAAF, con obiettivo lo scalo ferroviario; vennero colpiti l’obiettivo e la zona industriale.

### 25 aprile 1944
Bombardamento da parte della 15ª USAAF, con obiettivo lo scalo ferroviario.

### 12 maggio 1944
Altro bombardamento da parte della 15ª USAAF, con obiettivo lo scalo ferroviario.

### 14 maggio 1944
Ancora un’incursione da parte della 15ª USAAF, diretta contro lo scalo ferroviario.

### 5 giugno 1944
La 15a USAAF colpisce ancora una volta lo scalo ferroviario.

### 10 giugno 1944
Bombardamento da parte della 15ª USAAF, con obiettivo l’aeroporto.

### 8 luglio 1944
Incursione da parte della 12ª USAAF, con obiettivo lo scalo ferroviario.

### 31 agosto 1944
Incursione notturna da parte della RAF: 74 bombardieri sganciano contro lo scalo ferroviario.

### 2 settembre 1944
Altri 78 bombardieri della RAF (due vengono abbattuti) attaccano lo scalo ferroviario.

### 5 settembre 1944
Altra incursione notturna della RAF (62 bombardieri) contro lo scalo ferroviario.

### 24 febbraio 1945
Incursione da parte della 15ª USAAF, con obiettivo lo scalo ferroviario.

## Bilancio
Durante il conflitto, il 40% delle abitazioni di Ferrara fu distrutto o danneggiato; le distruzioni riguardarono soprattutto la zona circostante la ferrovia ed i quartieri di più recente costruzione, Arianuova e Giardino. Tra gli edifici di valore storico, subirono gravi danni il Palazzo dei Diamanti, il Palazzo Prosperi-Sacrati, la cattedrale di San Giorgio, la chiesa del Gesù, la Chiesa di Santa Maria in Vado, la chiesa di San Paolo e quella di Santo Stefano; anche il Castello Estense subì danni, con la distruzione del rivellino nord. Tra gli stabilimenti industriali, furono pressoché distrutti i due grandi zuccherifici ed il molino della Società Alta Italia.
Secondo i dati dell’Anagrafe di Ferrara le vittime civili delle incursioni aeree sulla città furono 1071.